# Bulbophyllum lindleyanum
Bulbophyllum lindleyanum é uma espécie de orquídea pertencente à família Orchidaceae e ao gênero Bulbophyllum.

## Descrição
É uma espécie de tamanho pequeno, de crescimento pouco quente a frio, de hábitos epífitos com pequenos pseudobulbos agrupados, ovóide deprimido, apresentando folha única apical oblongo-lanceolada e aguda. Floresce no inverno em uma inflorescência recurvada de 10–20 cm de comprimento com brácteas acuminadas ovais, contendo até 15 pequenas flores tomentosas.

## Distribuição geográfica
Pode ser encontrada na Índia, Myanmar e Tailândia.

## Taxonomia
Foi descrita pela primeira vez em 1851 pelo naturalista britânico William Griffith, em sua publicação Notulae ad Plantas Asiaticas.

## Sinónimos
- Bulbophyllum caesariatum Ridl.
- Bulbophyllum rigens Rchb.f.
- Phyllorchis lindleyana (Griff.) Kuntze
- Phyllorkis lindleyana (Griff.) Kuntze[3][6]